# Callipterinella calliptera
Callipterinella calliptera är en insektsart som först beskrevs av Hartig 1841. Enligt Catalogue of Life ingår Callipterinella calliptera i släktet Callipterinella och familjen långrörsbladlöss, men enligt Dyntaxa är tillhörigheten istället släktet Callipterinella och familjen borstbladlöss. Arten är reproducerande i Sverige. Inga underarter finns listade i Catalogue of Life.